# Malietoa Tanumafili II
Malietoa Tanumafili II (Samoa, 4 gennaio 1913 – Apia, 11 maggio 2007) è stato un sovrano samoano.
Chiamato anche Susuga, fu il malietoa (titolo di uno dei quattro Paramount chief di Samoa) e Re di Samoa (O le Ao o le Malo) dal 1962 al 2007.  Al momento della sua morte era il più anziano leader nazionale.
Il termine di malietoa corrisponde  ufficialmente al titolo del primo guerriero, e non è indicato come re, ma come Tamaaiga o Ao Mamalu ole Malo.

## Biografia
Nacque il 4 gennaio 1913 terzo figlio dei suoi genitori, Malietoa Tanumafili II e Momoe Lupeuluiva Meleisea. Fu scelto come malietoa nel 1940, dopo la morte del padre avvenuta il 5 luglio 1939.
Inizialmente fu educato alla Leififi School a Samoa e in seguito presso la St. Stephen's School e il Wesley College a Pukekohe, in Nuova Zelanda. Fu anche un atleta in gioventù e i suoi sport preferiti includevano boxe, rugby e cricket. Il suo interesse per lo sport proseguì per tutta la vita: giocava a golf fino a 90 anni e poteva spesso essere visto alla guida del suo golf cart per Samoa.
Sua moglie, Lili Tunu, morì nel 1986. Gli sono sopravvissuti nove figli: Su'a Vainuupo, Faamausili Moli, Papali'itele Titiuatoa, Papali'itele Ioane, Papali'itele Douglas (i maschi) e Seiuli Tutai, Lola Tosi e Momoe (le femmine). Un bambino morì in tenera età, mentre Papaliitele Eti morì nel 2005 e Papali'itele Molioo Laupepa morì nel 1985.
Malietoa Tanumafili II era seguace della Fede Bahá'í. Fu il secondo reale (dopo la regina di Romania Maria di Sassonia-Coburgo-Gotha) ad essere un membro di quella religione. La casa di culto Baha'i di Tiapapata, a otto chilometri da Apia, la capitale del paese, fu dedicata da lui nel 1984.
Tanumafili ereditò ufficialmente il titolo di malietoa nel 1940, a seguito della morte del padre, Malietoa Tanumafili I avvenuta l'anno precedente. Alcune fonti dei media sostengono che ricevette il titolo già nel 1939. Subito dopo essere diventato malietoa, venne nominato consigliere speciale, o fautua per l'amministrazione della Nuova Zelanda e governatore di Samoa, essendo il suo paese in amministrazione fiduciaria della Nuova Zelanda, fino all'indipendenza nel 1962.
Dopo l'indipendenza dell'arcipelago nel 1962, Malietoa Tanumafili II divenne O le Ao o le Malo, cioè capo di stato, con Tupua Tamasese Mea'ole, con il quale governò congiuntamente per 16 mesi, fino alla sua scomparsa. Quando Mea'ole morì nel 1963, Tanumafili divenne l'unico capo dello Stato, incarico che mantenne per tutta la vita fino alla sua morte nel 2007. Fu spesso indicato come la persona che garantì la stabilità della nazione dopo la sua indipendenza.
Malietoa viaggiò molto come capo di Stato (O le Ao o le Malo). Effettuò una visita di stato nella Repubblica popolare cinese nel 1976. Inoltre, durante il suo regno, visitò anche l'Australia, le Figi, le Hawaii, il Giappone, la Nuova Zelanda, la Corea del Sud, Tonga, il Regno Unito e l'ex Germania Ovest. Malietoa Tanumafili fu tra i dignitari stranieri che parteciparono ai funerali dell'imperatore del Giappone Hirohito nel 1989.
Accolse la regina Elisabetta II che visitò Samoa per un solo giorno nel 1977, come parte della sua visita nel Sud del Pacifico a bordo dello yacht reale HMY Britannia.
Malietoa Tanumafili II fu descritto come l'ultimo superstite di una generazione di importanti leader del Pacifico che guidarono i loro paesi e popoli dal colonialismo all'indipendenza. La sua morte fu l'ultima di una serie di scomparse di leader dell'Oceano Pacifico che comprendeva il presidente delle Figi Kamisese Mara, il re di Tonga Taufa'ahau Tupou IV e la regina dei maori della Nuova Zelanda Te Atairangikaahu.
Morì presso il Tamasese Meaole National Hospital Tupua a Moto'otua ad Apia alle 18:45 di venerdì 11 maggio 2007 per un attacco di cuore, dopo una settimana di ricovero per una polmonite.
La sua morte fu annunciata dal segretario di Stato di Samoa Vaasatia Poloma Komiti, su SBC TV1 con la frase: "È con profondo rammarico che vi informiamo della scomparsa del nostro capo di Stato Malietoa Tanumafili II."
Era il terzo capo dello Stato per lunghezza del regno dopo il re della Thailandia Bhumibol Adulyadej, in carica dal 1946, e la regina del Regno Unito Elisabetta II, in carica dal 1952.
Gli succedette Tuiatua Tupua Tamasese Efi, figlio del suo co-regnante Tupua Tamasese Mea'ole.
Il funerale si tenne il 18 maggio a Apia.